# Gaetano Fabiani

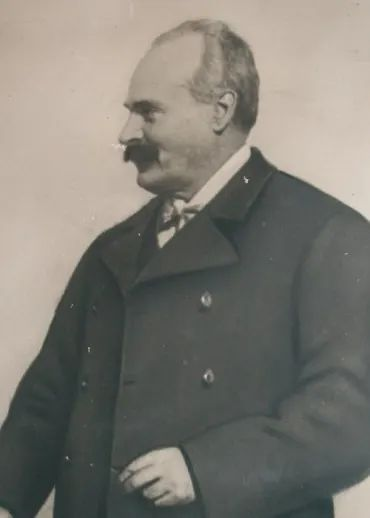
Gaetano Fabiani

Gaetano Fabiani (* 20. Januar 1841 in Empoli; † 15. Oktober 1904 ebenda) war ein italienischer Musiker, Kapellmeister und Komponist.

## Leben
Fabiani wuchs in einer wohlhabenden Musikerfamilie in Empoli in der Toskana auf. In Florenz studierte er Klavier, Komposition und Blasorchester-Instrumentation. Schon in jungen Jahren erregte er großes Aufsehen mit seinem kompositorischen Talent, etwa mit einem Trio, das in die von Alessio Olivieri vertonte Garibaldi-Hymne eingefügt wurde. Er leitete die Blasorchester in seiner Heimatstadt Empoli und in Rosignano Marittimo. Außerdem war er als Musik- und Kompositionslehrer tätig. Zu seinen Schülern zählten unter anderem Giuseppe Cecchi und Fanfulla Lari. Außerdem entdeckte er das musikalische Talent des jungen Ferruccio Busoni.
Fabiani selbst spielte vor allem Klavier und Klarinette.
Seine eigenen Werke wurden schnell populär, insbesondere seine Militär- und Trauermärsche wurden oft gespielt. Er erntete für seine musikalische Tätigkeit große Anerkennung, aber auch Unverständnis, da er bewusst auf eine große musikalische Karriere verzichtete und zeitlebens in seiner Heimat tätig blieb.
Anlässlich seiner Beisetzung schrieb der Piccolo Corriere del Valdarno e della Valdelsa, nie zuvor sei in der Stadt eine so große und bunte Menschenmenge einem Sarg gefolgt.

## Werk
Gaetano Fabiani schrieb vor allem Musik für Blasorchester (darunter über ein Dutzend Märsche), aber auch Kirchenmusik (darunter Messen für Gesang, Orgel und großes Orchester), sonstige Vokalmusik, Klaviermusik, Musik für Sinfonieorchester, Ballettmusik, Romanzen für Gesang und Klavier sowie Tanzlieder. Eine Operette mit dem Titel Fiammetta wurde im November 1893 im Salvini-Theater in Empoli mit großem Erfolg uraufgeführt.
Anlässlich des Todes von König Viktor Emanuel II. komponierte Fabiani einen Trauermarsch mit dem Titel Alla memoria del gran re (deutsch Zum Gedenken an den großen König).
Vor allem sein Marcia Militare Italiana „Venezia“ (meist kurz Venezia-Marsch genannt) wurde international bekannt – nicht nur in Europa, sondern auch in den USA. Heute ist er in Deutschland der meistgespielte italienische Marsch.
Viele seiner anderen Kompositionen gingen im Laufe der Zeit verloren, obwohl sie einstmals großen Erfolg hatten.

## Ehrungen
- Im Juli 1880 erhielt Gaetano Fabiani bei einem Kompositionswettbewerb des Königlichen Musikinstituts von Florenz für die Komposition eines 8-stimmigen Psalms den ersten Preis zugesprochen[1][8][Anm. 1]
- In seiner Heimatstadt Empoli ist die Via Gaetano Fabiani nach ihm benannt (Standort).